# だんとつタモリ おもしろ大放送!
『だんとつタモリ おもしろ大放送!』（だんとつタモリ おもしろだいほうそう）はニッポン放送にて1980年10月6日から1988年4月2日までナイターオフに生放送されていたラジオ番組である。タモリがメインパーソナリティーの冠番組。

## 概要
ニッポン放送の平日ナイターオフ枠において、18:00〜20:00の枠で放送されていた1977年度の『必勝ホームランワイド』から1979年度の『ハッピーバラエティ ほかほか大放送』まではメインパーソナリティが日替わりだったが、本番組からは月曜〜金曜通して1人のメインパーソナリティが出演する体制となった。主に夕方の時間帯に生放送されていたにもかかわらず、日替わりで「昨日○○した方お電話ください」などと、当時主婦たちの家庭生活のみならず、タブーに近かった夜の生活秘話などの電話投稿コーナーがあり当時話題になった。
お笑いタレント・タモリが長寿バラエティ番組『笑っていいとも!』の総合司会抜擢は、当時この番組で主婦層の支持を得られ始めていた事に目をつけたフジテレビの横澤彪プロデューサー（当時）によるもの。
平日枠で放送していた時代は、18時台は関東ローカル、19時台は日産自動車などの提供によるNRN全国ネットであった。土曜日に放送していた時代は、19時台がNRNネット枠となっていた。
7年半続いたが1988年4月で終了した後、1989年10月までタモリはニッポン放送でレギュラー番組を持たなくなる。これはその空白期間と重なる1986年4月から1990年3月までの4年間、TBSラジオで『タモリで失敬!』というレギュラー番組を持っていたためで、同番組が終わる半年前の1989年10月にはニッポン放送に復帰して堂尾とのコンビが復活。平日夕方の『鶴光の噂のゴールデンアワー』内の帯の箱番組として『グーテンタモリ』がスタートした。そして『タモリで失敬!』の終了と同時に1990年4月からは『グーテンタモリ』を土曜朝に移動して『タモリの週刊ダイナマイク』が開始した。

## 出演者

### メインパーソナリティ
- タモリ

### アシスタント
- 堂尾弘子（1985年度までニッポン放送アナウンサー、1986年度よりフリーアナウンサー、1980年度は月 - 木曜日、のち全曜日）
- 勝呂智子（当時ニッポン放送アナウンサー、1980年度の金曜日担当）

## 放送期間・時間
- 1980年10月 - 1981年3月
  - 平日 18:00 - 20:00（120分）
- 1981年10月 - 1982年3月、1983年10月 - 1984.3
  - 平日 18:00 - 19:30（90分）
- 1982年10月 - 1983年3月
  - 平日 17:50 - 19:30（100分）
- 1985年1月 - 1985年4月、1985年10月 - 1986年3月、1987年10月 - 1988年4月
  - 土曜日 18:00 - 20:00（120分）
- 1986年10月 - 1987年3月
  - 金曜日 18:00 - 20:00（120分） 「金曜タモリ おもしろ大放送!」の番組タイトルで放送。

## 主なコーナー
- タモリの美女対談 - 1980年 - 1984年度、NRN系列テープネット
- ハガキコーナー
- 1980年度
  - タモリのタモタモ探偵団
  - タモリの号外スポーツ
  - タモリのゴールデン歌謡曲
  - タモリのわくわくレジャー
  - 突撃芸能レポート
  - おのろけ列島アツアツ歌謡曲
- 1981年度
  - まさかまさかの面白電話
  - タモリの奥さんこんばんは
  - 号外!スポーツギャル
  - タモリの昭和音楽史
  - タモリのイッパツ!千金ゲーム
  - おのろけ列島アカマル歌謡曲
  - タモリの天声珍語
- 1982年度
  - タモちゃんの奥さんこんばんは
  - Dr.タモリの大人の電話カウンセリング
  - 赤丸売り出し歌謡曲 - コーナーキャッチ「赤丸はタモリの願い みんなでつくろうヒット曲」
  - タモリの愛と涙の歌謡女性史
  - 5万円が当たる!マントリ・ハッピー・ゲーム
- 1983年度
  - こんばんはタモリです - ニッポン放送においてのオープニングコーナー
  - タモリの奥様こんばんは!
  - タモリの森田添削学院 - NRN系列局でもテープネットで放送
  - タモリのがんばっテレビ
  - タモリのガッポリ転送電話ゲーム
  - タモリの赤丸パンチ
- 1984年度
  - パートタイムラバー・行きずりの恋
  - だんタモブックス
  - クイズ好きこそものの上手なれ
  - でーたー - パソコン通信で集めたアメリカの事件・事故を紹介するコーナー

各コーナーにはそれぞれネットパートも含みスポンサーがついていた。

## タモリ以外の担当
- 1984年度ナイターオフ期の前期（1984年10月13日〜12月22日）は、土曜日18:00〜20:00枠にて『梅沢富美男のだんとつ土曜日 おもしろ大放送!』として放送された。後期（1985年1月5日〜4月6日）にはタモリが復帰し、それまで通りの『だんとつタモリ おもしろ大放送!』として放送された。
- 1986年度ナイターオフ期『金曜タモリ おもしろ大放送!』において、10月は梅沢富美男、くり万太郎、山本晋也、鈴木ヒロミツらが週代わりで担当したため、タモリが担当したのは正確には11月以降である。